# Saint Georges et le Dragon (Rubens)
Saint Georges et le Dragon est un tableau du peintre flamand Pierre Paul Rubens réalisé dans les années 1606-1608, actuellement exposé au Musée du Prado à Madrid. Le tableau est connu en français sous d'autres noms parmi lesquels Saint Georges à cheval terrassant le dragon et Lutte de saint Georges et le dragon.

## Historique de l'œuvre
La commande de l'œuvre a été faite par une église génoise lors du séjour de Rubens dans la ville.

## Description
Saint Georges à cheval, la main droite tenant un cimeterre levé en l'air, s'apprête, à l'aide de celui-ci, à porter le coup final au dragon, tandis qu'une lance brisée traverse la bouche grande ouverte de la bête, qui tente d'une patte de s'en défaire.
Le saint, assis sur une peau de bête en guise de tapis de selle, est équipé d'une armure étincelante au heaume coiffé de longues plumes blanches tandis que sa cape rouge est gonflée par l'action.
Son cheval, de robe alezan crins lavés est présenté cabré, l'écume aux lèvres, avec cependant un regard tranquille. Sa crinière et sa longue queue ondulées flottent au vent. Son filet et son mors sont richement ornés, la couleur des rênes rappelant celles de la cape du cavalier.
Le dragon, terrassé par terre, est allongé sur le dos, le regard fixe. Du sang coule de sa gueule béante et de ses narines.
Au fond à gauche, la princesse, blonde, les traits paisibles, est positionnée debout, légèrement tournée. Drapée d'une riche robe mauve, elle est coiffée d'un voile et lève la main droite en signe de paix. Sa main gauche tient la patte avant gauche d'un agneau qui se tient debout.

## Analyse

### Thème
Saint Georges de Lydda intervient, avec l'aide de Jésus et de Dieu, pour délivrer la fille du roi, d'un dragon qui terrorise la région de Beyrouth et qui réclame quotidiennement un tribut de deux jeunes gens. Il casse sa lance mais soumet le dragon d'un coup de cimeterre, ce dernier ne meurt pas et se soumet à la princesse délivrée.
Le thème de Saint Georges et du dragon est fréquemment utilisé dans l'art que ce soit en peinture ou en sculpture. D’origine orientale, il a été repris par les chrétiens et utilisé comme symbole de la lutte de l’église face au paganisme.

### Réalisation de l’œuvre

#### Dessin préparatoire
Un dessin préparatoire, attribué à Rubens et conservé au musée du Louvre, présente déjà la disposition finale du cheval et de son cavalier. Le dragon, en revanche, est dans une autre attitude et la princesse n'est pas encore représentée.

#### Technique
Au niveau de la crinière et de la queue du cheval, Rubens utilise le bout en bois de son pinceau pour griffer des lignes dans la peinture fraîche afin de suggérer les crins.

### Composition
Le personnage central du tableau n'est pas le saint mais bien le cheval qui décrit une grande diagonale avec son corps de la queue à la crinière.

### Esthétique
Sans parler de style naturaliste, le tableau présente un niveau de détail très avancé et surtout une très bonne connaissance de l'anatomie du cheval chez Rubens. Exécutant une levade ou une courbette, le cheval, bien musclé, semble maîtriser les airs de Haute école, ce qui démontre l'intérêt du peintre pour le travail et l'art équestre de son époque.

### Choix de représentation
La symbolique du tableau est assez simple à interpréter. Le saint protège la princesse qui symbolise l'Eglise et l'agneau à ses côtés représente Jésus, face au dragon symbole du démon.
Les couleurs du saint, le blanc et le rouge, sont habilement représentés dans les plumes du casque et la cape du saint.
Rubens traite également le thème de Saint Georges et du dragon sur le modèle d'une scène de chasse. Il s'agit en effet de restituer l'idée d'une lutte complexe entre l'homme et la bête, où la représentation animale est soignée. Le spectateur peut ainsi admirer chez le dragon une bête émotionnelle convaincante présentée dans une pose complexe. Le cheval cabré démontre la puissance du cheval de trait capable de porter un lourd guerrier vêtu d'une armure.

## Influence de l’œuvre
Ce tableau présente une importance certaine dans l'œuvre de Rubens. En effet, des années plus tard, il n'hésite pas à réutiliser ce motif de cavalier et de cheval cabré pour la réalisation de nouvelles œuvres comme La Chasse à l'hippopotame et au crocodile et La Chasse au lion.

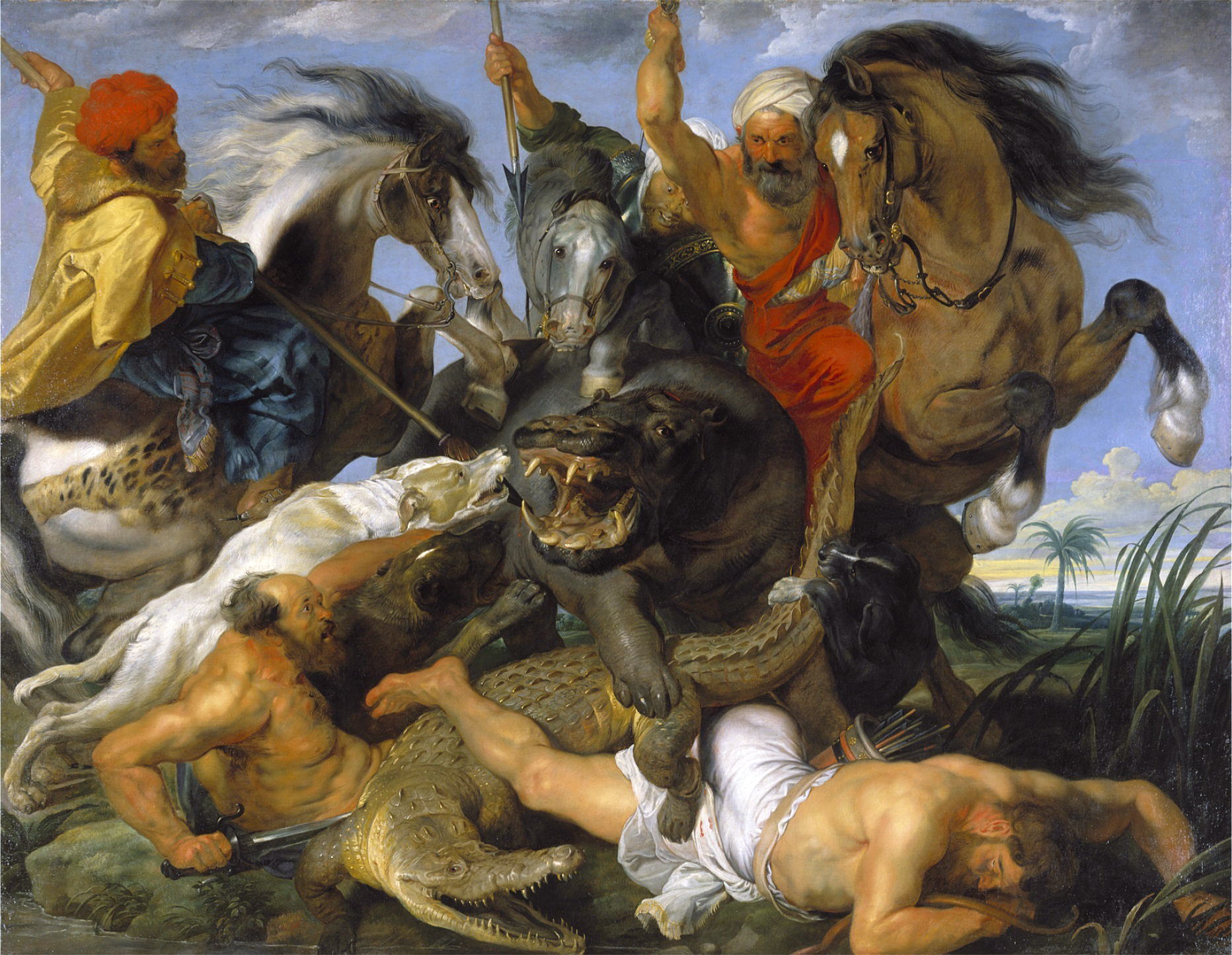
La Chasse à l'hippopotame et au crocodile (1615-1616)
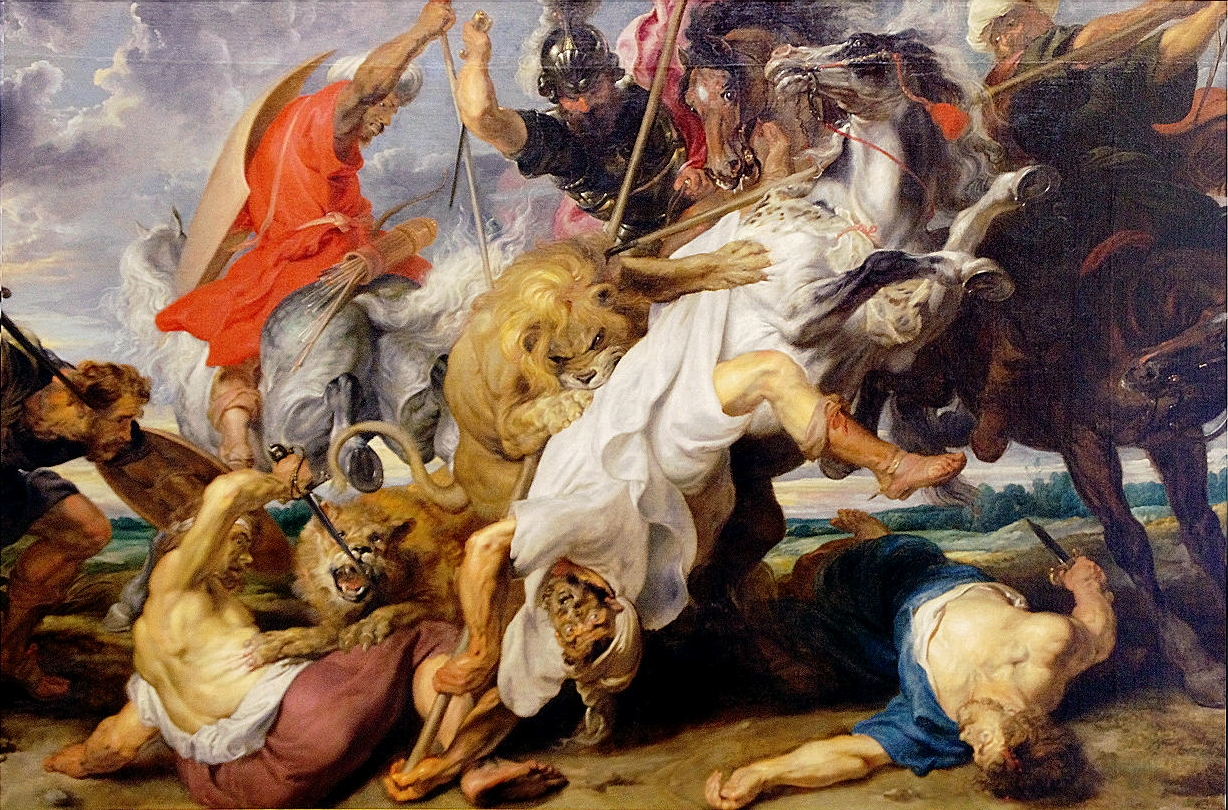
La Chasse au lion (vers 1621)